# Sanktorál
Sanktorál je část liturgického kalendáře obsahující svátky světců, které jsou vázané na konkrétní datum.
Jako sanktorál (latinsky proprium de sanctis) se označuje také část určité liturgické knihy (zejména se jedná o misál a breviář) s proměnnými liturgickými texty pro jednotlivé slavnosti, svátky a památky světců.